# 中型狼尾草
中型狼尾草（学名：Pennisetum longissimum var. intermedium）为禾本科狼尾草属下的一个变种。